# José Carlos Aragão
José Carlos Aragão é um jornalista, ator, dramaturgo, escritor, cartunista e roteirista brasileiro nascido em Governador Valadares, Minas Gerais.

## Livros publicados
Livros infantis
- Trem chegou, trem já vai
- Girafa não serve pra nada
- É tudo lenda...
- A menina que inventou o branco-invisível
- No palco, todo mundo vira bicho!
- Quando os bichos faziam cena
- O menino que varou a noite
- Aventura no Fundo da Gaveta
- Abrasasasplim!
- Badulaques e Traquitanas
- O Menino que Engoliu o Quatro
- No fundo, no fundo, não tem fundo
- Brincando Com a Palavra
- A Presepada
- [O que é que houve, o que é que há?]
- Me Romeu, you Julieta (teatro - p/ adolescentes)

Livros adultos
- O Guardador de Tijolos
- Pela Estrada de Tijolos Amarelos
- Poema em Carne Viva
- Poema de Amor Confesso

## Filmografia
| Filmes | Filmes                          | Filmes           | Filmes                                       |
| Ano    | Título                          | Papel            | Notas                                        |
| ------ | ------------------------------- | ---------------- | -------------------------------------------- |
| 2007   | 5 frações de uma quase história | homem na galeria |                                              |
| 2007   | Batismo de sangue               | médico preso     | médico que cuida dos ferimentos de Frei Tito |